# Anna Wolff-Powęska
Anna Wolff-Powęska (ur. 1941 w Tarnopolu) – polska historyk idei, profesor nauk humanistycznych, specjalistka w zakresie stosunków polsko-niemieckich, w latach 1990–2004 dyrektor Instytutu Zachodniego w Poznaniu.

## Życiorys
Dziadek Anny Wolff-Powęskiej był Niemcem.
Uczęszczała do liceum ogólnokształcącego w Wągrowcu. W 1964 ukończyła studia filozoficzne i historyczne na Uniwersytecie Adama Mickiewicza w Poznaniu. Po studiach podjęła pracę nauczycielską w szkole podstawowej. W 1969 rozpoczęła pracę w Instytucie Zachodnim w Poznaniu. W 1970 obroniła pracę doktorską, a dziesięć lat później habilitowała się na podstawie pracy z zakresu teorii prawa i polityki. W 1986 otrzymała tytuł profesora nauk humanistycznych.
W latach 1990–2004 kierowała Instytutem Zachodnim w Poznaniu. Została profesorem zwyczajnym na Wydziale Nauk Politycznych i Dziennikarstwa Uniwersytetu im. Adama Mickiewicza. Publikuje artykuły w „Gazecie Wyborczej” i „Przeglądzie Zachodnim”. Objęła funkcję przewodniczącej rady naukowej Centrum Badań Historycznych w Berlinie. Został też członkiem krajowym korespondentem Wydziału II Historyczno-Filozoficznego Polskiej Akademii Umiejętności.
W 2004, za wybitne zasługi dla rozwoju polsko-niemieckich stosunków, za osiągnięcia w pracy naukowej, odznaczona Krzyżem Komandorskim Orderu Odrodzenia Polski.
Wyróżniona Nagrodą im. Ryszarda Kapuścińskiego (2008), Nagrodą KLIO I stopnia w kategorii autorskiej za książkę Pamięć – Brzemię i uwolnienie. Niemcy wobec nazistowskiej przeszłości (1945–2010) (2011), Europejską Nagrodą Obywatelską (2014) oraz Nagrodą Uniwersytetu Europejskiego Viadrina przyznawaną za zasługi w pracy na rzecz pojednania i rozwoju stosunków polsko-niemieckich (2016).

## Rodzina
Wyszła za mąż za slawistę Eberharda Schulza; ma córkę. Przeszła na emeryturę. Zamieszkała na poznańskim Różanym Potoku.

## Wybrane publikacje
- Doktryna geopolityki w Niemczech, Instytut Zachodni, Poznań 1979
- Polityczne i filozoficzne nurty konserwatyzmu w Republice Federalnej Niemiec, Instytut Zachodni, Poznań 1984
- Niemiecka myśl polityczna wieku oświecenia, Wyd. Poznańskie, Poznań 1988
- Wspólna Europa. Mit czy rzeczywistość (red.), Instytut Zachodni, Poznań 1990
- Polacy wobec Niemców. Z dziejów kultury politycznej Polskiej Rzeczypospolitej Ludowej 1945–1989, Instytut Zachodni, Poznań 1993
- Oswojona Rewolucja. Europa Środkowo-Wschodnia w procesie demokratyzacji, Instytut Zachodni, Poznań 1998
- Polen in Deutschland, Integration oder Separation?, Droste, Düsseldorf 2000
- Przestrzeń i polityka. Z dziejów niemieckiej myśli politycznej (oprac.), Wyd. Poznańskie, Poznań 1988
- A bliźniego swego... Kościoły w Niemczech wobec „problemu żydowskiego”, Instytut Zachodni, Poznań 2003
- Pamięć – Brzemię i uwolnienie. Niemcy wobec nazistowskiej przeszłości (1945–2010), Zysk i S-ka, Poznań 2011
- Polacy – Niemcy. Sąsiedzi pod specjalnym nadzorem, Poznań 2018 (z przedmową Adama Daniela Rotfelda)[9]